# 千代ケ崎砲台跡
千代ヶ崎砲台跡（ちよがさきほうだいあと）神奈川県横須賀市西浦賀6丁目の海抜60mほどの丘に存在する史跡である。明治時代に東京湾防御の要塞として日本陸軍が建設した東京湾要塞群の一つである。猿島砲台ともに 以前の時期に建設された砲台と比較して砲台構造の完成度が高く、諸施設も機能的に充実し、建築技術にも進歩が認められる、これらの砲台跡は築造当初の姿を良好にとどめており、日本の近代軍事、築城技術の具体的様相を理解するうえで重要な遺跡であるとして、2015年（平成27年）3月 10日に文部科学省告示第 38 号により文化財保護法により史跡に指定された。

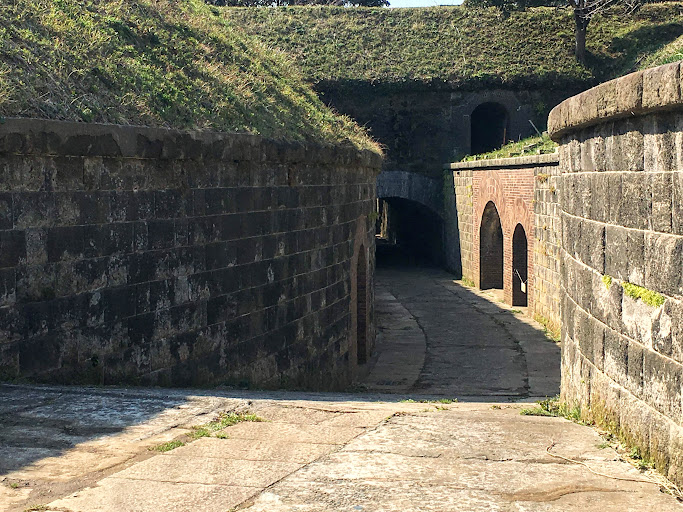
千代ヶ崎砲台地下施設入口　石積みの塁道

千代ヶ崎砲台跡は 1892年（明治25年）12月起工、1895年（明治28年）2月竣工した砲台である。これらの砲台跡は、築造当初の姿を良好にとどめており、我が国近代の軍事、築城技術の具体的様相を理解するうえで重要である。
榴弾砲砲台（28cm榴弾砲6門を備砲）と、近接防御砲台（15cm臼砲4門、機関砲4門等を備砲）から構成され、前者は観音崎堡塁群の南方海上と浦賀湾口の海正面防御、後者は上陸した敵兵に対する防御を役割とした。榴弾砲砲台は、南北の直線上に1砲座2砲床の3砲座が配置され、砲座は西側に平行して存在する塁道と地下交通路で連絡し、塁道―砲座間の地下には砲側弾薬庫、掩蔽部、貯水所などの地下施設が付帯する。煉瓦組積法はイギリス積またはオランダ積で、隧道内施設の前面壁と室内、交通路の脚壁では普通煉瓦、露天空間に設けられた施設の前面壁、あるいは露天空間と接する隧道の出入り口には、雨水に対する防水と帯水防止のため焼過煉瓦を用いており、第一砲座入口や一部構造物で煉瓦による斜めアーチ構造物であるねじりまんぽ(斜架拱)も見ることができる。
1960年から2010年まで、海上自衛隊横須賀通信隊千代ヶ崎送信所として使われていた。当時は中波で数字ばかりのモールス信号を送っていた。その際は、第二および第三砲座は埋没していた。
2015年に国の史跡に指定され、日本遺産の構成文化財としても認定された。横須賀市が整備を行い、2021年10月23日からは土日祝日のみ無料一般公開が行われており、無料の現地ガイドがある。
千代ヶ崎砲台跡に関しては、明らかに追加指定が必要とされる区域（ 千代ヶ崎砲塔砲台 大正14年5月完成 鹿島 (戦艦)の45口径30cm加農砲塔跡などがある）があり、また、東京湾要塞跡を構成する砲台跡は市内だけでも夏島砲台跡、走水低砲台跡、観音崎砲台跡等が指定に至らず、現在に至っている。。
明治以前の歴史的背景は江戸湾防禦に当たった会津藩は現在の 千代ヶ崎の海側一部にあたる平根山に海防施設として平根山台場を1811年（文化8年）に設置、1837年（天保8年）にはモリソン号事件で砲撃した場所とされている。また、赤星忠直らによって縄文時代の土器なども発掘されている。
砲塔砲台はファーマシーガーデン浦賀となっており一般の立ち入りはできない。

## ギャラリー

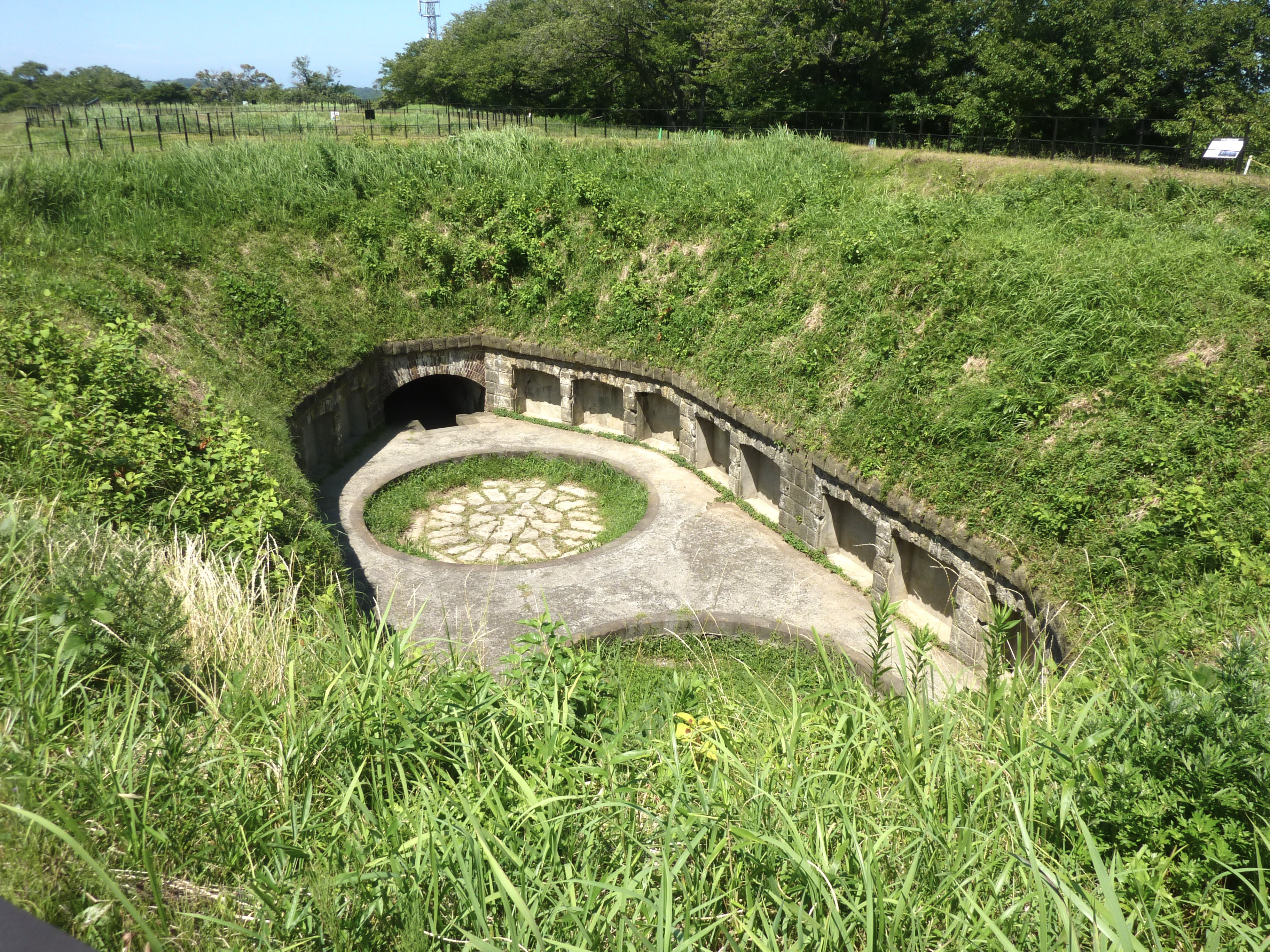
第一砲座
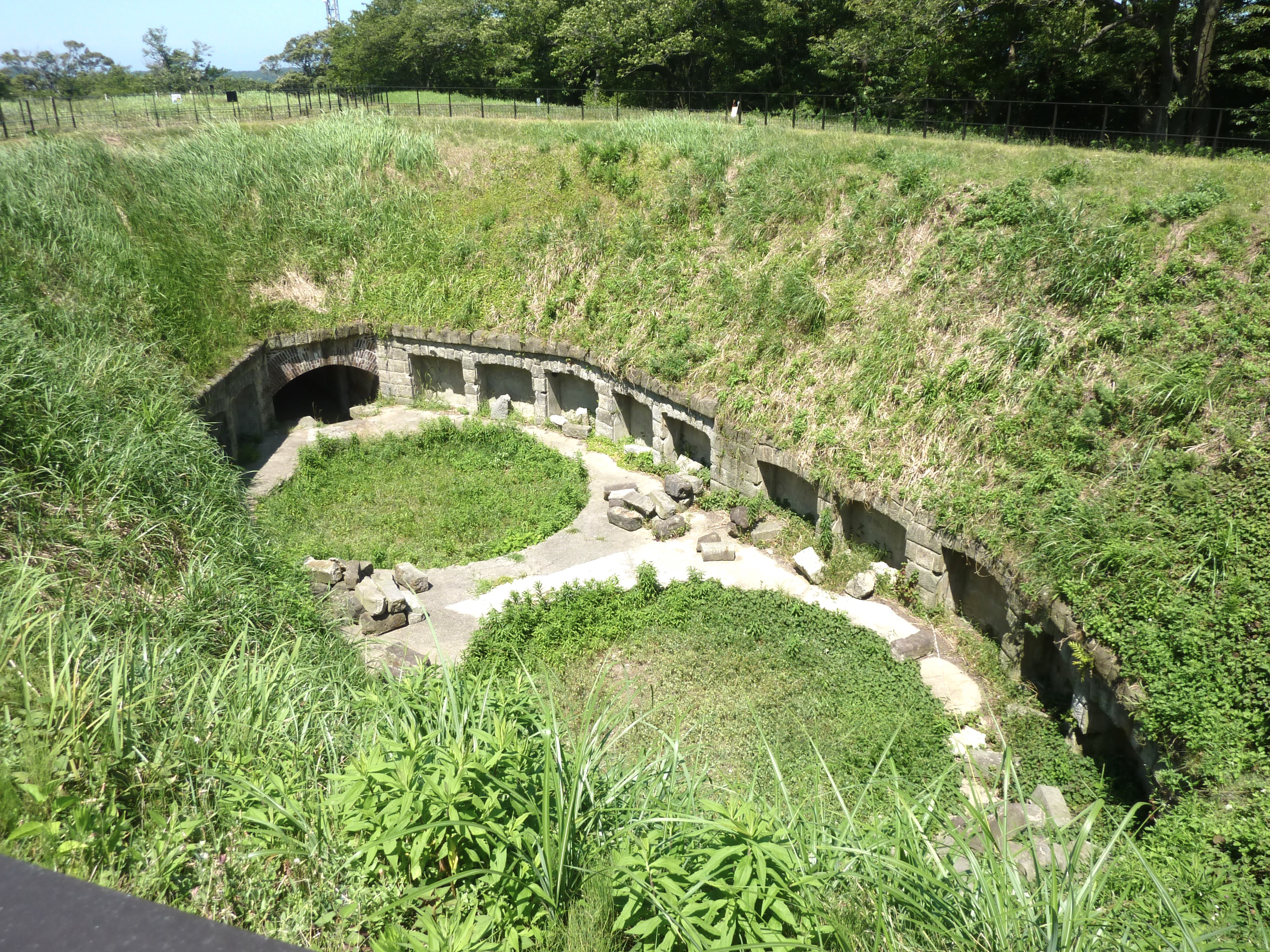
第二砲座
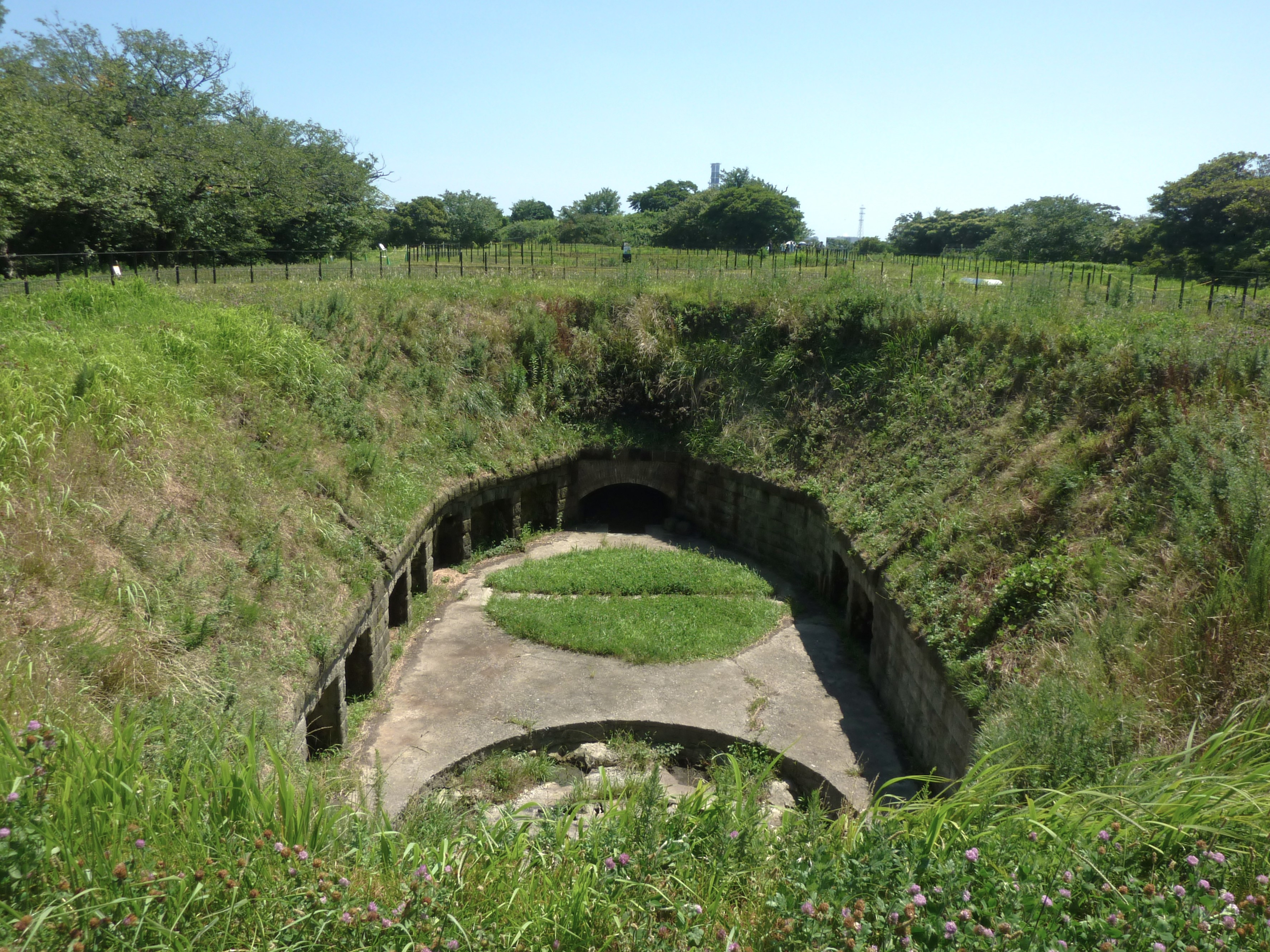
第三砲座
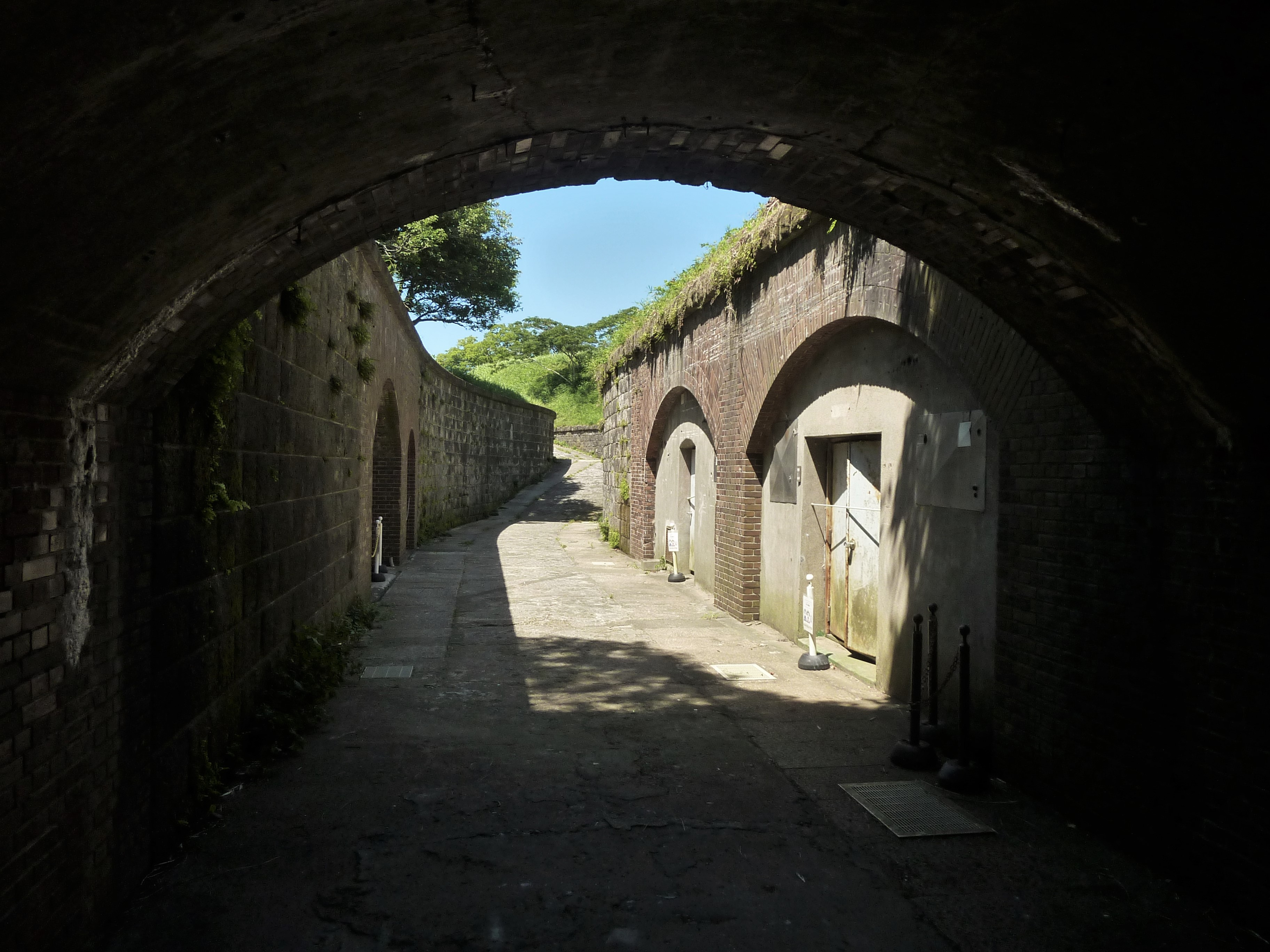
塁道。右は棲息掩蔽部
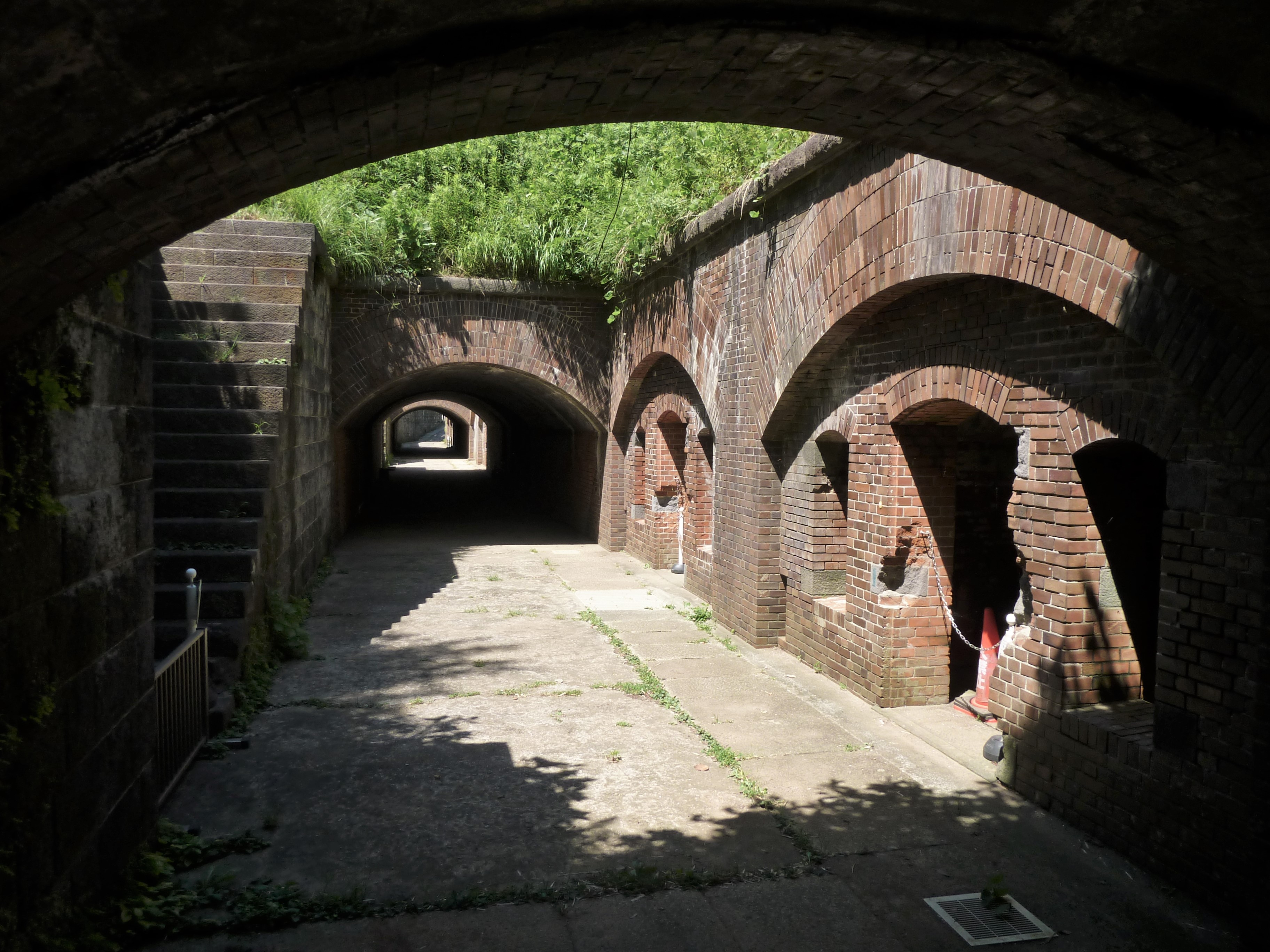
塁道。右は棲息掩蔽部

## 交通
- 京浜急行久里浜線京急久里浜駅から京浜急行バス（久9・19・29）千代ヶ崎 浦賀駅 ゆき バスに乗車、「燈明堂入口」で下車し坂道を登る 。バス停から徒歩15分 （アクセスマップ）。
- 京浜急行本線浦賀駅から京浜急行バス（久9・19） 千代ヶ崎 京急久里浜駅 ゆき バスに乗車、 「燈明堂入口」で下車し坂道を登る。バス停から 徒歩15分（アクセスマップ）。
- 自転車、バイク、自動車の場合、「燈明堂入口」バス停 または シティーマリーナヴェラシスを目印に海側に向かい、千代ヶ崎砲台駐車場（料金は無料）に駐車の後、坂道を上り徒歩5分ほど [5]。また、近隣の燈明堂に有料駐車場あり。
- 敷地内には車輌（自転車やバイクを含む）の乗り入れはできない[8]。
- MEGURUプロジェクトで浦賀ドックと千代ケ崎砲台をめぐるツアーガイドバスを(株)トライアングルが運行している。（2022年１月23日迄・以後運用未定）[9]

## 参考サイト
- 横須賀ルートミュージアム
- 横須賀市ホームページ(千代ケ崎砲台跡の公開）
- 東京湾要塞砲台マップ【三浦半島】
- 千代ヶ崎砲台跡サポーターの会(Twitter）
- 東京湾要塞 千代ヶ崎砲台へようこそ （ 千代ケ崎砲台跡活用サポーターの会で運用している)

座標: 北緯35度13分46.8秒 東経139度43分30.6秒 / 北緯35.229667度 東経139.725167度